# Bruno Bourg-Broc
Bruno Bourg-Broc, né le 25 février 1945 à Châlons-sur-Marne (Marne), est un homme politique français, ancien maire de Châlons-en-Champagne, ancien député UMP, et ancien président de la communauté d'Agglomération de Châlons-en-Champagne (1995 à 2020) . Il a dirigé pendant dix ans la Fédération des Villes de France (2001-2011), dont il est actuellement le président d'honneur .

## Biographie
Professeur d’histoire et de géographie au lycée Pierre Bayen de Châlons-en-Champagne de 1971 à 1972, il a également été chargé de cours à l'École nationale supérieure d'arts et métiers de 1972 à 1974. Après avoir été responsable national des jeunes gaullistes, Bruno Bourg-Broc a poursuivi sa carrière au sein de nombreux cabinets ministériels (Relations avec le Parlement, Environnement, Recherche scientifique, Budget), lors des gouvernements successifs de Pierre Messmer, Jacques Chirac et Raymond Barre, entre 1973 et 1981.
Dès cette époque, il entame une longue carrière d'élu local, et se fait élire conseiller général de la Marne de 1973 à 1988. Il est aussi 1er vice-président du conseil régional de Champagne-Ardenne de 1984 à 1996.
Dans les années 1980, il signe dans Contrepoint, revue officieuse du Club de l'horloge. Il est marié et père de deux enfants.

### Mandats nationaux
Le 17 janvier 1982, à la suite de l'annulation de l'élection de la socialiste Annette Chépy-Léger, Bruno Bourg-Broc est élu député RPR dans la 3e circonscription de la Marne. Lors des élections législatives de 1986, il est réélu à la proportionnelle.
Il conserve ensuite son mandat en l'emportant constamment dans la 4e circonscription de la Marne. Reconnu comme un député influent et actif au Palais Bourbon, il a notamment eu comme assistants parlementaires dans les années 1980-1990, Éric Raoult et Benoist Apparu, qui deviendront ministres quelques années plus tard, ou le futur maire de Niort, Jérôme Baloge. Bruno Bourg-Broc est en particulier le principal auteur de la proposition de loi de réforme de la loi Falloux en 1993, en partie annulée par le Conseil constitutionnel et qui entraîne d'importantes manifestations d'opposition.
Il devient président de la commission des affaires culturelles, familiales et sociales de l'Assemblée nationale (1995-1997) et il préside de nombreux groupes de travail de l'assemblée nationale; Il est notamment le président du groupe d'étude pour les relations avec le Vatican et vice-président international de l'assemblée parlementaire de la francophonie et président du groupe d'amitié avec l'Allemagne. Il crée aussi les groupes d’amitié France Sierra Leone et France Haïti.
Entre 2001 et 2011, il est le président la Fédération des maires des villes moyennes (FMVM), qui représente 200 villes françaises de 20 000 à 100 000 habitants et leurs agglomérations, prenant ainsi la succession de l'ancien ministre socialiste et fondateur de la Fédération, Jean Auroux. La FMVM est devenue l'Association Villes de France, Bruno Bourg-Broc en est aujourd'hui Président d'honneur.
En 2007, il est nommé par Christine Boutin, alors ministre du Logement et de la Ville, président de l'Institut des villes, centre de recherche et d'étude sur les politiques de la ville fondé en 2000 par Lionel Jospin, à la suite du maire de Rennes Edmond Hervé.
La même année, Bruno Bourg-Broc décide de ne pas se représenter aux élections législatives et soutient la candidature de Benoist Apparu, dont il devient le suppléant après l'élection de celui-ci. Lorsque Benoist Apparu est nommé secrétaire d'État au Logement et à l'Urbanisme, le 23 juin 2009, Bruno Bourg-Broc retrouve son mandat parlementaire.
Il est nommé par Nicolas Sarkozy, en conseil des ministres, président du Conseil d'administration de l'École du Louvre en novembre 2007. Il quitte néanmoins cette fonction en redevenant député afin d'éviter toute incompatibilité.
De 2010 à 2011, il est président de la Maison européenne des pouvoirs locaux français, qui a pour but de structurer, d'amplifier et de coordonner le lobbying des collectivités locales françaises dans le domaine européen. Il est également membre du Comité des Régions de l'Union européenne à partir de 2006, et vice-président de la délégation française jusqu'en décembre 2014.
Impliqué dans les questions environnementales, il est ainsi l’initiateur du premier Grenelle local de l’environnement. À la demande de Jean-Louis Borloo, il a été le président de la Commission d’analyse et d’appui du Plan Ville durable en 2009-2010, qui a procédé à l’étude des candidatures des appels à projets Ecoquartier et Ecocité (pour le ministère de l'Écologie, de l'Énergie, du Développement durable et de la Mer). Il est proche du Club Nouveau Siècle (mouvement des « gaullistes sociaux », associé à l'UMP).
Depuis le 1er janvier 2018, il est sans étiquette politique.

### Mandats locaux

#### Municipalité de Châlons-en-Champagne
En 1995, il est élu maire de sa ville natale de Châlons-en-Champagne, préfecture de la Marne et capitale de la région Champagne-Ardenne. Il est réélu en 2001 et 2008. Il fait changer le nom de sa ville : « Châlons-en-Champagne » a définitivement remplacé « Châlons-sur-Marne » le 3 janvier 1998. Cette décision politique a pour objectifs de renouveler l'image de la ville et de favoriser l'attractivité économique de la cité.
À la tête de la municipalité, il s’emploie à mettre en valeur le patrimoine (plan de rénovation des façades et des bâtiments emblématiques de la ville), à rénover les rues du cœur de ville et les quartiers en périphérie (La Bidée, Orléans, Vallée Saint-Pierre), à soutenir une politique culturelle audacieuse comme la scène nationale La Comète, le Centre National des Arts du Cirque, le festival Furies, ou encore le festival des musiques d’ici et d’ailleurs. Au long de ses mandats, il lance de grands travaux : la construction de la bibliothèque municipale à vocation Régionale Pompidou, la rénovation du musée municipal, la reconstruction de la galerie commerciale de l'Hôtel de ville et la construction d'un nouveau parc des expositions « Le Capitole-en-Champagne ». En 2014, il soutient Benoist Apparu aux élections municipales, en participant à sa liste, tout en conservant la présidence de l'agglomération.

#### Communauté d'agglomération de Châlons-en-Champagne
En 1995, il est élu président du district de Châlons-en-Champagne, devenu communauté d'agglomération de Châlons-en-Champagne en 2000. Châlons Agglo s'est progressivement étendue pour atteindre 46 communes soit 82 000 habitants au 1er janvier 2017. Les grands chantiers de ces mandats sont la réhabilitation complète de la piscine olympique, la construction de la patinoire « Cité Glace », la création de zones d'activités économiques en périphérie de Châlons-en-Champagne, la construction d’un premier tronçon du boulevard périphérique de contournement de Châlons-en-Champagne, la construction du centre aquatique et ludique « Aquacité ». Depuis 2015, la communauté d'agglomération pilote avec l'État le contrat de redynamisation du site de défense de Châlons.
Bruno Bourg-Broc n'est pas candidat lors des élections municipales et communautaires de 2020, cédant ainsi son siège de conseiller municipal et la présidence de la communauté d'agglomération.

### Distinctions
Bruno Bourg-Broc est fait chevalier de l'ordre national de la Légion d'honneur le 3 mars 2009, par le ministre de l'Agriculture et de la Pêche, Michel Barnier. Il est par ailleurs officier de l'ordre national du Mérite allemand et officier de l'ordre de la Pléiade, ordre de la francophonie.
Il a publié, avec Jean-Paul Barbier, Rues et lieux de Châlons-en-Champagne, aux éditions Guéniot, en 2007.

## Détail des mandats et fonctions
- 1er octobre 1973 – 30 juin 1988 : conseiller général de la Marne - Rapporteur Général du budget
- 1980-1995 : Conseiller Régional de Champagne Ardenne, premier Vice-Président, chargé des lycées, de l'Université et de la Culture
- 17 janvier 1982 – 1er avril 1986 : député de la 3e circonscription de la Marne (élu lors d'une élection partielle en remplacement d'Annette Chépy-Léger, invalidée)
- 14 mars 1983 – 30 avril 1993 : conseiller municipal de Châlons-en-Champagne
- 17 mars 1986 – 1er janvier 1996 : vice-président du conseil régional de Champagne-Ardenne
- 2 avril 1986 – 14 mai 1988 : député de la Marne
- 4 avril 1986 – 14 mai 1988 : secrétaire de l'Assemblée nationale
- 13 juin 1988 – 19 juin 2007 : député de la 4e circonscription de la Marne
- 27 mars 1992 – 1er janvier 1996 : conseiller régional de Champagne-Ardenne
- 1er juin 1995 – 21 avril 1997 : président de la commission des affaires culturelles, familiales et sociales de l'Assemblée nationale
- 25 juin 1995 – 5 avril 2014 : maire de Châlons-en-Champagne
- 23 juillet 2009 – 16 juin 2012 : député de la 4e circonscription de la Marne (suppléant Benoist Apparu, membre du Gouvernement)
- 1er janvier 2000[9] – 11 juillet 2020 : président de la communauté d'Agglomération de Châlons-en-Champagne

### Autre
- Lauréat de la fondation Zellidja dont il a été le délégué général entre juin 2014 et juin 2017.
- Président de l'Association Nationale France-Canada depuis mai 2015 à mai 2017.